# Rik Van Looy
Rik Van Looy, all'anagrafe Hendrik (Grobbendonk, 20 dicembre 1933 – Herentals, 17 dicembre 2024), è stato un ciclista su strada, pistard e dirigente sportivo belga.
Professionista dal 1954 al 1970, fu il dominatore delle corse in linea per oltre un decennio a cavallo degli anni cinquanta e sessanta. Due volte campione del mondo tra i professionisti su strada (nel 1960 e 1961) si aggiudicò tutte e cinque le classiche monumento, primato condiviso con i connazionali Eddy Merckx e Roger De Vlaeminck, facendo sue tre Parigi-Roubaix, una Milano-Sanremo, due Giri delle Fiandre, un Giro di Lombardia e una Liegi-Bastogne-Liegi. Van Looy è anche l'unico ciclista che è riuscito a vincere tutte le 8 classiche originali (Cinque monumenti, Freccia Vallone, Parigi-Bruxelles e Parigi-Tours).
Van Looy vinse complessivamente 379 corse su strada, primato che è stato migliorato solamente da Eddy Merckx. Con trentasette trionfi è, altresì, al nono posto nella classifica di tutti i tempi dei vincitori di tappe dei Grandi Giri.
Era soprannominato Rik II per distinguerlo da un altro famoso corridore belga con lo stesso nome, Rik Van Steenbergen. Gli venne anche attribuito il soprannome di Imperatore di Herentals per la sua origine fiamminga e per il ruolo assunto nel gruppo.

## Carriera

### Gli esordi
Proveniente dalla provincia di Anversa, era figlio di Frans Van Looy (1905) e di Dymphna Ludovica Van Genechten (1912). Secondo un aneddoto, il piccolo Hendrik in estate distribuiva i giornali al vicinato servendosi di una bicicletta grande e pesantissima: il nomignolo di Rik II (Rik il secondo) gli sarebbe stato dato alludendo ironicamente a Rik Van Steenbergen, allora dominatore del ciclismo belga.
Fu protagonista di un'attività nel ciclismo dilettantistico ricca di successi, ottenendo un centinaio di vittorie, tra cui due titoli nazionali di categoria, nel 1952 e nel 1953. Partecipò ai Giochi olimpici di Helsinki nel 1952, correndo la prova in linea, ma senza portarla a termine.
Ai Campionati del mondo 1953 di Lugano ottenne la medaglia di bronzo nella prova in linea vinta da Riccardo Filippi.
Passò professionista il 2 settembre 1953 con la maglia della formazione L'Avenir, ma gareggiando anche per la Gitane-Hutchinson; in quell'autunno corse per la prima volta la Parigi-Tours, concludendola al settimo posto. Nel biennio 1954-1955 ottenne soltanto vittorie in corse minori, tanto che la squadra ciclistica italiana Bianchi, che lo aveva ingaggiato nel 1954 attraverso la collegata Touring, lo lasciò ad altre formazioni. Partecipò al Giro d'Italia 1955 con la Nazionale belga marchiata Girardengo-Eldorado, ma senza particolari risultati.

### 1956-1962: gli anni alla Faema/Flandria e l'affermazione

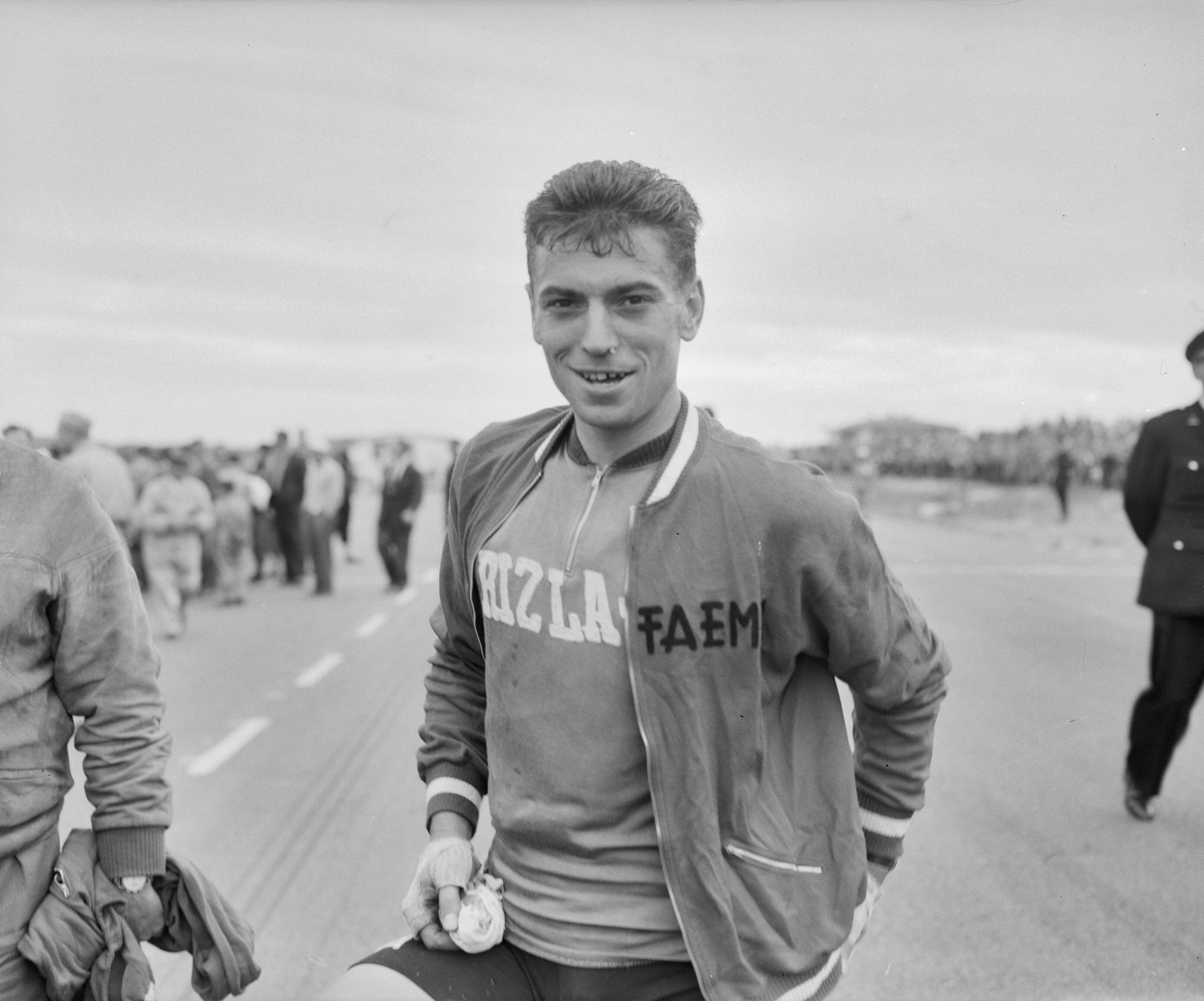
Van Looy al Giro dei Paesi Bassi 1956

Nel 1956 fu ingaggiato dalla Faema-Guerra-Van Hauwaert, ricca squadra allestita l'anno prima da Carlo Ernesto Valente, patron di Faema, e diretta dell'ex campione Learco Guerra e da Guillaume Driessens. Durante l'anno vinse la Gand-Wevelgem e la Parigi-Bruxelles in primavera, e lo Scheldeprijs e il Giro dei Paesi Bassi in estate; concluse inoltre quinto la Liegi-Bastogne-Liegi. Nello stesso periodo si sposò con Nini Marien, dalla quale ebbe due figli.
Negli anni seguenti Faema mise a disposizione di Van Looy un team di grandi campioni internazionali, come il lussemburghese Charly Gaul e lo spagnolo Federico Bahamontes, e di ciclisti belgi, come Léon Van Daele, Jos Hoevenaers, Gilbert Desmet e Guillaume Van Tongerloo; i gregari della Faema furono in quegli anni anche protagonisti della cosiddetta "guardia rossa" di Van Looy, antesignana del "treno" ciclistico per le volate (in prossimità dell'arrivo i gregari si mettevano in testa, conducendo il gruppo ad andatura elevata, consentendo a Van Looy di lanciare il suo lungo sprint e vincere sul traguardo). A differenza degli altri sprinter anche odierni, che producono lo spunto finale negli ultimi duecento metri, lo sprint di Van Looy, specialista anche nelle corse su pista, era talvolta di un chilometro percorso ad altissima velocità.

Van Looy in azione al Giro d'Italia 1961

Fu un periodo di grandi affermazioni, che fecero di Van Looy uno dei corridori più vittoriosi del ciclismo internazionale. Dal 1957 al 1962, anno in cui il gruppo ciclistico Faema fu rilevato da Flandria dando origine alla Flandria-Faema, Van Looy si aggiudicò tutte le più grandi classiche del periodo. Vinse due Parigi-Roubaix (1961 e 1962, oltre a un terzo posto nel 1958 e un quarto posto nel 1959 nonostante una caduta a pochi chilometri dal traguardo), una Milano-Sanremo (1958, secondo nel 1961), due Giri delle Fiandre (1959 e 1962, terzo nel 1960), altre due Gand-Wevelgem (1957 e 1962), una Liegi-Bastogne-Liegi (1961), una Parigi-Tours (1959) e un Giro di Lombardia (1959). Nel 1958 si laureò anche campione belga a Housse. I numerosi risultati gli valsero il secondo posto al Challenge Desgrange-Colombo del 1958 e due terzi posti al Super Prestige Pernod nel 1959 e nel 1961.
In quegli anni si distinse anche nelle corse a tappe, dimostrando competitività anche in montagna. Essendo la sua società ciclistica italiana, disputò diverse volte il Giro d'Italia. Dopo la breve esperienza del 1955, si presentò al via del Giro nel 1959, indossando la maglia di leader già alla prima tappa, che vinse in volata. Persa la maglia a cronometro, Van Looy recuperò nelle tappe successive. Ebbe però una crisi nelle prime salite, sotto gli attacchi degli specialisti Charly Gaul e Jacques Anquetil. Replicò vincendo altre tre tappe e lanciando un attacco nella penultima tappa, da Aosta a Courmayeur, sui due passi San Bernardo e Forclaz, ma fu raggiunto e perse la tappa. Chiuse quell'edizione del Giro al quarto posto a 7'17" dal vincitore Charly Gaul.

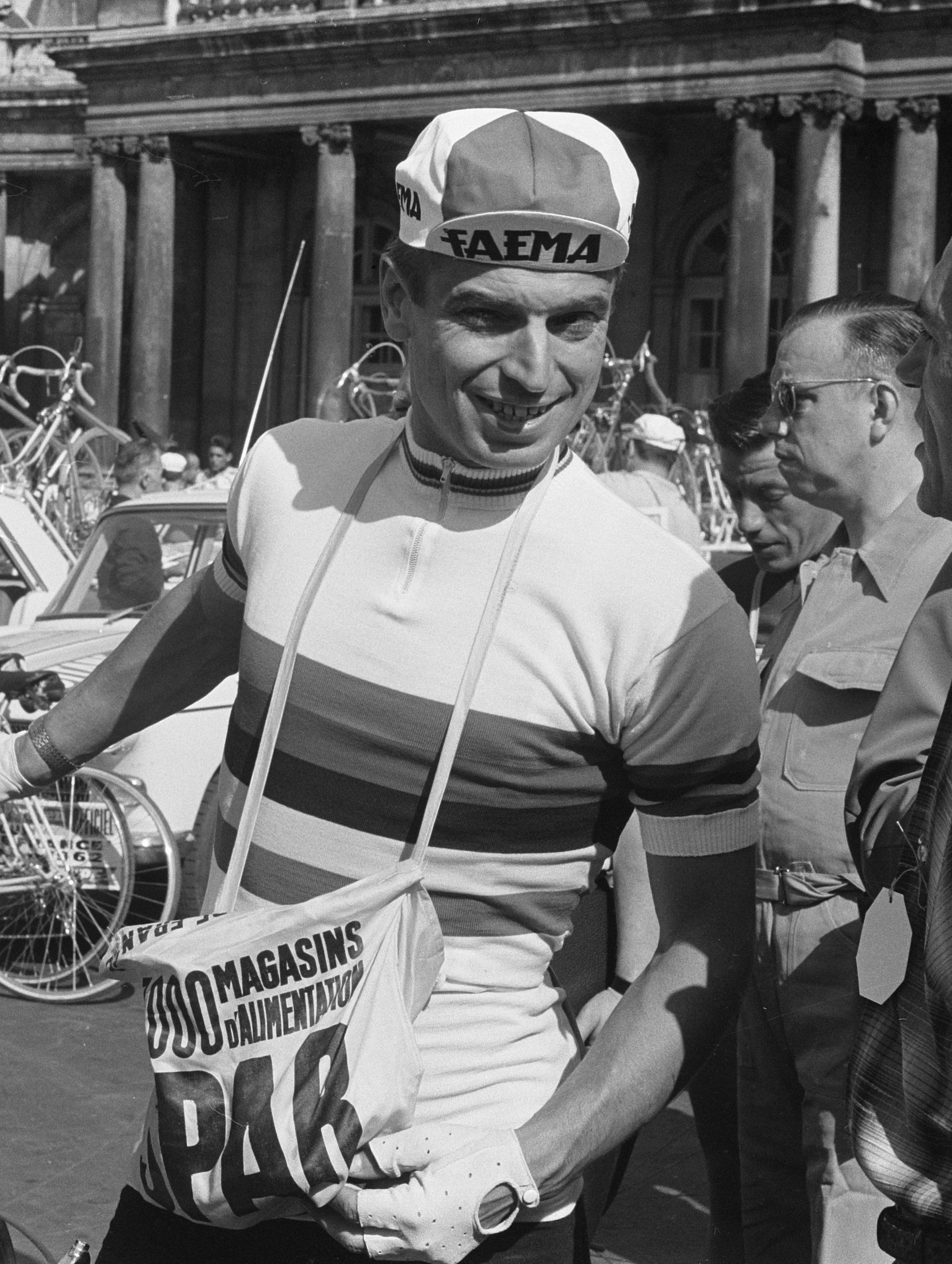
Van Looy in maglia iridata al Tour de France 1962

Nel Giro del 1960 colse tre successi di tappa e si distinse nella tappa del Gavia, passando per primo su quattro passi dolomitici. A Milano fu premiato come miglior scalatore e colse l'undicesimo posto nella classifica finale. Nel 1961, la Faema colse ben otto successi di tappa, tre dei quali con Van Looy. Nella tappa decisiva sulle Dolomiti, a sorpresa Rik Van Looy fu protagonista di una fuga di 150 km partendo ai piedi del Passo di Monte Giovo e passando primo in cima (2094 m s.l.m.). Continuò quindi solitario sullo Stelvio (2758 m.s.l.m.) con 7'35" di vantaggio. Arrivato a 12 km dalla cima, era virtualmente in testa alla classifica, con cinque minuti di vantaggio, ma subì uno strappo muscolare ed alla fine arrivò a Bormio con un ritardo di dieci minuti da Charly Gaul. Alla fine colse il settimo posto della classifica generale con 12'38" di ritardo dalla maglia rosa. Al Giro d'Italia 1962 colse due successi di tappa prima di ritirarsi. Partecipò in stagione anche per la prima volta al Tour de France, ritirandosi per un grave incidente dopo un inizio brillante: una moto del seguito lo investì nel corso di una tappa, causandogli lesioni ai reni.
Tra le altre corse a tappe, vinse sei frazioni alla Vuelta a España 1958 e ottenne il terzo posto nella graduatoria finale della corsa nel 1959, dopo aver fatto sue tre tappe. Conseguì numerose vittorie anche in corse a tappe minori: Giro dei Paesi Bassi (1957, dopo la vittoria dell'anno prima), Volta a la Comunitat Valenciana (1959), Giro del Belgio (1961) e Giro di Sardegna (1959, 1962).

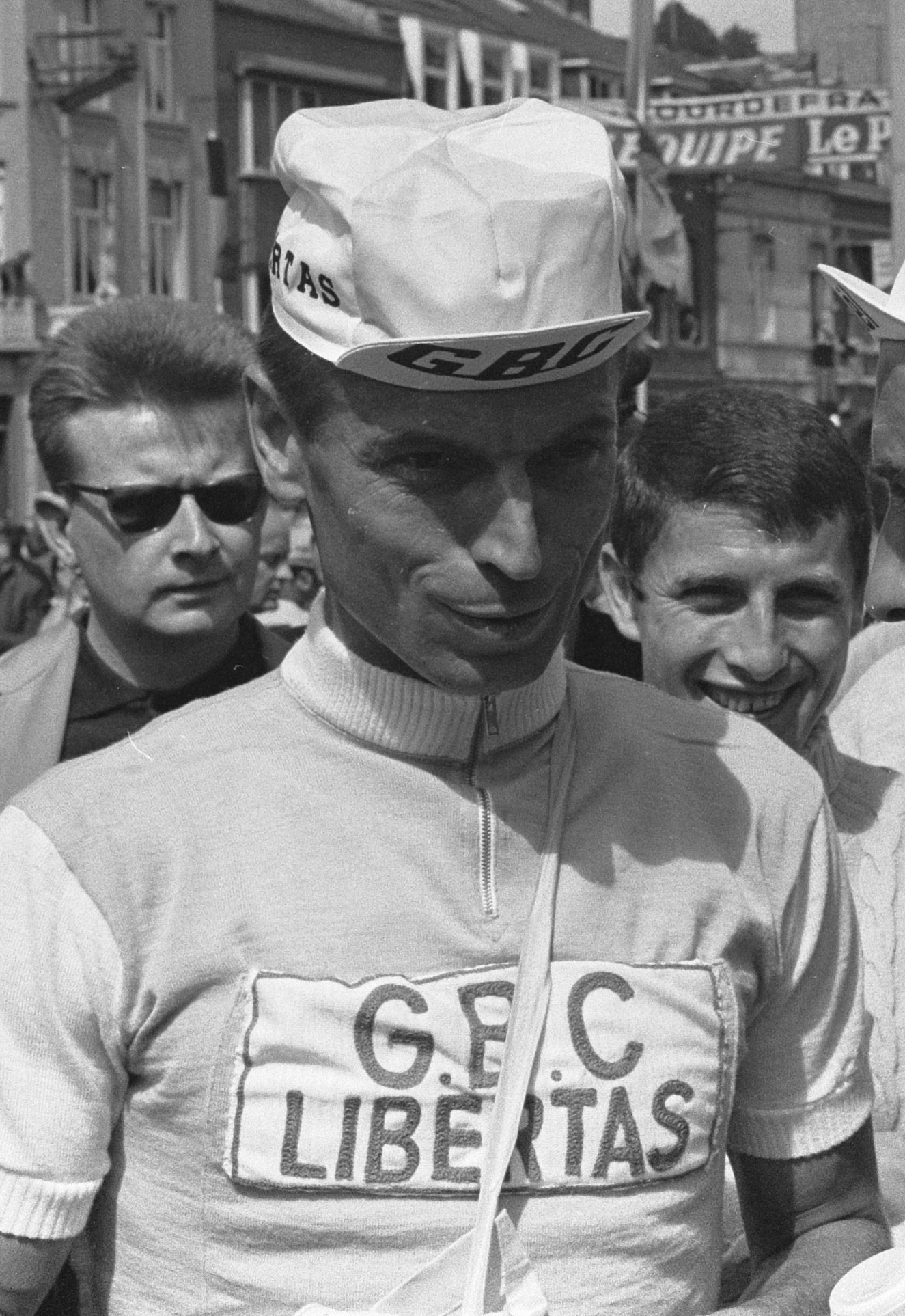
Van Looy in maglia GBC-Libertas nel 1963

Negli stessi anni si mise in evidenza anche con la maglia del Belgio ai campionati del mondo. Medaglia d'argento in volata alle spalle del proprio capitano Rik Van Steenbergen ai mondiali di Copenaghen 1956, terminò quarto nella prova iridata di Waregem nel 1957. All'inizio degli anni sessanta riuscì quindi a laurearsi campione del mondo per due volte consecutive, nel 1960 in Germania, dove con una facile volata batté il francese André Darrigade e il compagno di squadra Pino Cerami, e nel 1961 a Berna, dove riuscì a rimontare e superare l'azzurro Nino Defilippis, rallentato sul traguardo da un guasto meccanico. Terminò poi solo trentesimo nel 1962 a Salò, dopo essersi presentato al via in precarie condizioni fisiche, convalescente a seguito dell'investimento subito al Tour de France di quell'anno.

### 1963-1966: GBC e Solo-Superia
Nel 1963 passò alla nuova G.B.C.-Libertas, sempre sotto la direzione di Guillaume Driessens. In quella stagione giunse secondo alla Parigi-Roubaix e vinse il suo secondo titolo nazionale su strada. Al Tour de France concluse decimo in classifica generale, vincendo la maglia verde della classifica a punti e cogliendo quattro vittorie di tappa e quattro secondi posti. Ai mondiali su strada di Ronse vinse invece nuovamente la medaglia d'argento, come nel 1963, sconfitto dal connazionale Benoni Beheyt in un finale caratterizzato da scorrettezze reciproche. In quella prova iridata il giovane Beheyt era stato incluso nel team belga proprio su scelta di Van Looy, ma per tutta la gara dichiarò di avere i crampi, rifiutandosi di collaborare con i compagni. Arrivato a duecento metri dal traguardo, Van Looy stava andando a vincere la corsa davanti ai propri tifosi, quando spuntò a sorpresa il redivivo Beheyt che, spostandolo con una manata, gli soffiò la vittoria.

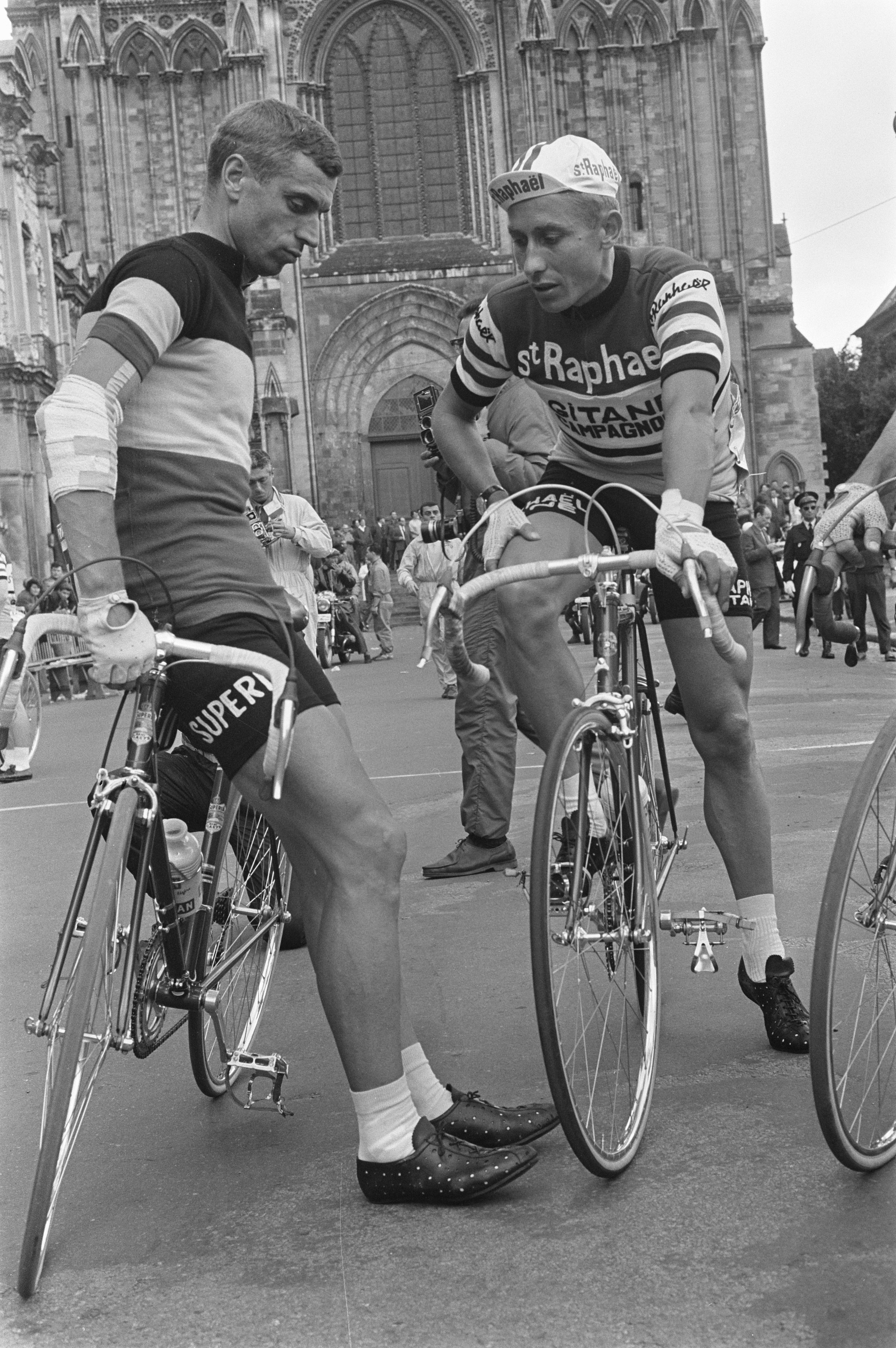
Van Looy e Jacques Anquetil al Tour de France 1964

Nel 1964 Van Looy si accasò alla Solo-Superia, la squadra capitanata dall'esperto Rik Van Steenbergen; durante l'anno vinse una tappa alla Vuelta a España e la Parigi-Lussemburgo. Il 1965 fu la sua stagione migliore in maglia Solo: Van Looy vinse infatti il Giro di Sardegna, la sua terza Parigi-Roubaix, ben otto frazioni alla Vuelta a España, in cui concluse terzo della generale (come già nel 1958), e due tappe al Tour de France, indossando anche per un giorno la maglia gialla di leader. Nello stesso anno in Solo-Superia avrebbe debuttato da professionista anche un giovane Eddy Merckx.

### 1967-1970: le ultime stagioni e il ritiro
Nel 1967 passò alla formazione olandese Willem II-Gazelle, rimanendovi per quattro stagioni. Al primo anno con la nuova squadra fu secondo alla Parigi-Roubaix e vinse la sua seconda Parigi-Tours, a otto anni di distanza dal primo titolo; in stagione vestì anche la maglia della squadra italiana Cynar al Giro d'Italia. Nel 1968 si aggiudicò per la prima volta la Freccia Vallone. Ritornò ai mondiali proprio quell'anno a Imola, dove fu protagonista iniziale della fuga decisiva con l'italiano Vittorio Adorni, che poi vinse per distacco. Chiuse l'esperienza iridata nel 1969 a Zolder, terminando ventiquattresimo.

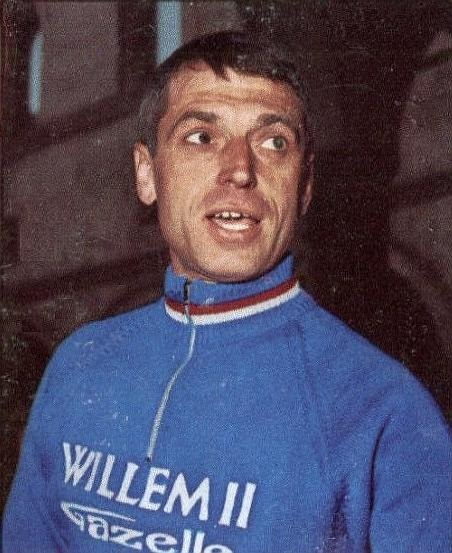
Van Looy nel 1968

Si ritirò dall'attività agonistica a 37 anni, il 22 agosto 1970. Nel suo palmarès figurano due mondiali professionisti, due campionati nazionali, sedici classiche, tre giri nazionali, sei corse a tappe, cento tappe nei più importanti giri, ventinove corse in linea in Belgio e duecentotredici gare minori, per un totale di 371 successi. Solo il "cannibale" Eddy Merckx lo supererà come numero complessivo di vittorie. Se alle corse in linea ed a tappe si aggiungono i criterium, i successi di Van Looy furono 492. Ottenne risultati anche nelle corse in pista: fu campione belga in varie specialità e si impose in dodici Sei giorni. Durante la carriera gli furono assegnati alcuni riconoscimenti sportivi di assoluto rilievo: due Trofei delle Fiandre (1958 e 1959), il Trophée E. Gentil (1959), il Trophée du Mérite Sportif nel 1960.

## Dopo il ritiro
Dopo il ritiro Van Looy fu direttore sportivo di alcune formazioni professionistiche belghe: il team Ijsboerke dal 1972 al 1975, il team Gero Eurosol Van Looy nel 1976, il team Zoppas Fragel nel 1977. Nel 1979 il team Fragel utilizzò le biciclette con il marchio "Van Looy". Fondò inoltre e poi diresse, assieme allo scomparso ciclista Noël Foré, la Vlaamse Wielerschool, una scuola per giovani ciclisti. Dopo l'addio alle corse fu anche presidente della squadra di calcio di Herentals, oltre che commentatore per quotidiani e settimanali del suo paese.
Tra i personaggi più popolari del Belgio, Rik Van Looy è stato pubblicamente festeggiato nel 2005 in occasione della presentazione della biografia a lui intitolata, Rik Van Looy, scritta da Roger De Maertelaere.

## Palmarès

### Strada
- 1954 (L'Avenir, due vittorie)

3ª tappa, 1ª semitappa Driedaagse van Antwerpen
Roubaix-Huy
- 1955 (Girardengo, una vittoria)

Omloop Oost-Vlaanderen
- 1956 (Van Hauwaert, dieci vittorie)

Gand-Wevelgem
2ª tappa, 1ª semitappa Driedaagse van Antwerpen (Anversa > Anversa)
Classifica generale Driedaagse van Antwerpen
Parigi-Bruxelles
Vijfbergenomloop
3ª tappa Giro dei Paesi Bassi (Leeuwarden > Zandvoort)
6ª tappa Giro dei Paesi Bassi (Roosendaal > Heerlen)
Classifica generale Giro dei Paesi Bassi
Scheldeprijs
Circuit des Trois Villes Soeurs
- 1957 (Faema, tredici vittorie)

Gand-Wevelgem
Grote Bankprijs Roeselare
6ª tappa 1ª semitappa Gran Premio Ciclomotoristico (Pescara > Teramo)
2ª tappa Giro dei Paesi Bassi (Heerlen > Arnhem)
3ª tappa, 2ª semitappa Giro dei Paesi Bassi (Schaarsbergen > Zwolle)
6ª tappa, 1ª semitappa Giro dei Paesi Bassi (Alkmaar > L'Aia)
Classifica generale Giro dei Paesi Bassi
Omloop Oost-Vlaanderen
Scheldeprijs
3ª tappa, 1ª semitappa Driedaagse van Antwerpen (Anversa > Lier)
3ª tappa, 2ª semitappa Driedaagse van Antwerpen (Lier > Anversa)
Schaal Sels
Coppa Bernocchi
- 1958 (Faema, sedici vittorie)

3ª tappa Giro di Sardegna (Nuoro > Cagliari)
1ª tappa Vuelta a Levante (Madrid)
4ª tappa Vuelta a Levante (Albacete > Murcia)
8ª tappa Vuelta a Levante (Valencia)
Milano-Sanremo
2ª tappa, 1ª semitappa Driedaagse van Antwerpen (Anversa > Geel)
Parigi-Bruxelles
4ª tappa Vuelta a España (Saragozza > Barcellona)
5ª tappa, 2ª semitappa Vuelta a España (Barcellona > Tarragona)
6ª tappa Vuelta a España (Tarragona > Valencia)
9ª tappa Vuelta a España (Toledo > Madrid)
10ª tappa Vuelta a España (Madrid > Soria)
Milano-Mantova
Campionati belgi, Prova in linea
2ª tappa, 2ª semitappa Grote Prijs Marvan (Huy > Aalst)
Coppa Bernocchi
- 1959 (Faema, ventidue vittorie)

2ª tappa Giro di Sardegna (Olbia > Alghero)
4ª tappa Giro di Sardegna (Oristano > Cagliari)
6ª tappa Giro di Sardegna (Nuoro > Sassari)
Classifica generale Giro di Sardegna
2ª tappa Vuelta a Levante (Dénia > Alcoy)
6ª tappa Vuelta a Levante (Valencia > Benicarló)
7ª tappa Vuelta a Levante (Benicarló > Valencia)
Classifica generale Vuelta a Levante
Giro delle Fiandre
Grote Prijs Stad Vilvoorde
1ª tappa, 2ª semitappa Vuelta a España (Madrid > Toledo)
8ª tappa Vuelta a España (Castellón > Tortosa)
9ª tappa Vuelta a España (Tortosa > Barcellona)
11ª tappa Vuelta a España (Lerida > Pamplona)
1ª tappa Giro d'Italia (Milano > Salsomaggiore Terme)
5ª tappa Giro d'Italia (Arezzo > Roma)
11ª tappa Giro d'Italia (Ascoli Piceno > Rimini)
14ª tappa Giro d'Italia (Verona > Rovereto)
Tielt-Anversa-Tielt
Kampioenschap van Vlaanderen
Parigi-Tours
Giro di Lombardia
- 1960 (Faema, dieci vittorie)

4ª tappa Giro di Sardegna (Cagliari > Oristano)
5ª tappa Giro di Sardegna (Oristano > Nuoro)
5ª tappa Parigi-Nizza (Saint-Étienne > Avignone)
8ª tappa Parigi-Nizza (Fréjus > Nizza)
7ª tappa Giro d'Italia (Bellaria > Forlì)
8ª tappa Giro d'Italia (Forlì > Livorno)
11ª tappa Giro d'Italia (Sestri Levante > Asti)
Ronde van Brabant
2ª tappa, 1ª semitappa Driedaagse van Antwerpen (Wilrijk > Turnhout)
Campionati del mondo, Prova in linea (Karl-Marx-Stadt)
- 1961 (Faema, tredici vittorie)

2ª tappa Giro di Sardegna (Porto Torres > Tempio Pausania)
6ª tappa Giro di Sardegna (Sassari > Cagliari)
6ª tappa, 2ª semitappa Parigi-Nizza (Candiac > Manosque)
7ª tappa Parigi-Nizza (Manosque > Nizza)
Parigi-Roubaix
4ª tappa Giro del Belgio (Huy > Bruxelles)
Classifica generale Giro del Belgio
Liegi-Bastogne-Liegi
13ª tappa Giro d'Italia (Mentana > Castelfidardo)
15ª tappa Giro d'Italia (Firenze > Modena)
17ª tappa Giro d'Italia (Vicenza > Trieste)
Bol d'Or des Monédières
Campionati del mondo, Prova in linea (Berna)
- 1962 (Flandria, undici vittorie)

3ª tappa Giro di Sardegna (Cagliari > Nuoro)
5ª tappa, 2ª semitappa Giro di Sardegna (Tempio Pausania > Alghero)
Classifica generale Giro di Sardegna
7ª tappa, 2ª semitappa Parigi-Nizza (Vergèze > Manosque)
9ª tappa Parigi-Nizza (Fréjus > Nizza)
Gand-Wevelgem
Giro delle Fiandre
Parigi-Roubaix
3ª tappa Giro del Belgio (Zwevegem > Ostenda)
9ª tappa Giro d'Italia (Foggia > Chieti)
11ª tappa Giro d'Italia (Fano > Castrocaro Terme)
- 1963 (G.B.C., dodici vittorie)

4ª tappa Giro di Sardegna (Oristano > Cagliari)
Omloop der Vlaamse Gewesten
1ª tappa Parigi-Nizza (Fontainebleau > Decize)
4ª tappa Parigi-Nizza (Montceau-les-Mines > Saint-Étienne)
8ª tappa Parigi-Nizza (Nizza > Nizza)
2ª tappa Critérium du Dauphiné Libéré (Annemasse > Lione)
5ª tappa Critérium du Dauphiné Libéré (Gap > Avignone)
2ª tappa, 1ª semitappa Tour de France (Reims > Jambes)
8ª tappa Tour de France (Limoges > Bordeaux)
13ª tappa Tour de France (Tolosa > Aurillac)
21ª tappa Tour de France (Troyes > Parigi)
Campionati belgi, Prova in linea
- 1964 (Solo, otto vittorie)

4ª tappa Giro di Sardegna (Nuoro > Olbia)
Harelbeke-Anversa-Harelbeke
4ª tappa Giro del Belgio (Namur > Bruxelles)
2ª tappa Vuelta a España (Benidorm > Nules)
Bruxelles-Meulebeke
4ª tappa Critérium du Dauphiné Libéré (Villefranche-sur-Saône > Bourg-en-Bresse)
1ª tappa Parigi-Lussemburgo (Chantilly > Charleville)
Classifica generale Parigi-Lussemburgo
- 1965 (Solo, ventisette vittorie)

Gran Premio di Alghero
1ª tappa Giro di Sardegna (Cagliari > La Caletta)
3ª tappa Giro di Sardegna (Olbia > Sassari)
4ª tappa Giro di Sardegna (Sassari > Oristano)
5ª tappa Giro di Sardegna (Oristano > Cagliari)
6ª tappa Giro di Sardegna (Civitavecchia > Roma)
Classifica generale Giro di Sardegna
Harelbeke-Anversa-Harelbeke
Elfstedenronde
4ª tappa Circuit du Provençal (Draguignan > Saint-Raphaël)
2ª tappa Giro del Belgio (Wellin > Namur)
Parigi-Roubaix
Flèche Enghiennoise
1ª tappa Vuelta a España (Vigo > Vigo)
2ª tappa Vuelta a España (Pontevedra > Lugo)
7ª tappa Vuelta a España (Albacete > Benidorm)
9ª tappa Vuelta a España (Sagunto > Salou)
12ª tappa Vuelta a España (Andorra la Vella > Lleida)
14ª tappa Vuelta a España (Saragozza > Pamplona)
15ª tappa Vuelta a España (Pamplona > Bayonne)
17ª tappa Vuelta a España (San Sebastián > Vitoria)
Forest-Meulebeke
1ª tappa Tour de Luxembourg (Lussemburgo > Lussemburgo)
2ª tappa Tour de Luxembourg (Remich > Bettembourg)
4ª tappa Tour de Luxembourg (Diekirch > Lussemburgo)
1ª tappa, 1ª semitappa Tour de France (Colonia > Liegi)
21ª tappa Tour de France (Aix-les-Bains > Lione)
- 1966 (Solo, cinque vittorie)

4ª tappa Parigi-Nizza (Saint-Étienne > Bagnols-sur-Cèze)
Harelbeke-Anversa-Harelbeke
Circuit des Régions Fruitières
3ª tappa Tour de Luxembourg (Bettembourg > Diekirch)
2ª tappa Grote Prijs van Nederland (Leur)
- 1967 (Cynar, quattro vittorie)

2ª tappa Giro di Sardegna (Orgosolo > Torregrande)
4ª tappa Parigi-Nizza (Saint-Étienne > Bollène)
Circuit des Régions Fruitières
Parigi-Tours
- 1968 (Willem II, due vittorie)

Freccia Vallone
Rotheux-Aix-Rotheux
- 1969 (Willem II, quattro vittorie)

Harelbeke-Anversa-Harelbeke
Omloop van de Grensstreek
4ª tappa Tour de France (Charleville-Mézières > Nancy)
Circuit de la Vallée de la Senne
- 1970 (Willem II, una vittoria)

Kessel-Lier

#### Altri successi
- 1955

Kapellen-Glabbeek (Kermesse)
- 1956

Grote Prijs Stad Antwerpen (Kermesse)
Acht van Brasschaat (Criterium)
2ª tappa, 2ª semitappa Driedaagse van Antwerpen (Anversa, cronosquadre)
4ª tappa, 2ª semitappa Giro dei Paesi Bassi (Rotterdam, cronosquadre)
- 1957

Acht van Brasschaat (Criterium)
3ª tappa, 1ª semitappa Giro dei Paesi Bassi (Schaarsbergen, cronosquadre)
- 1958

3ª tappa Vuelta a Levante (Albacete, cronosquadre)
- 1959

Moulins-Engilbert (Criterium)
Baarle-Hertog (Criterium)
Classifica a punti Vuelta a España
- 1960

2ª tappa Paris-Nice (Gien > Bourges, cronosquadre)
Classifica scalatori Giro d'Italia
Woluwé-St Lambert (Criterium)
- 1961

Classifica a punti Paris-Nice
Critérium des As (Derny)
Eizer-Overijse (Kermesse)
Heusden-Destelbergen (Kermesse)
4ª tappa, 1ª semitappa Giro del Belgio (Huy > Hannut, cronosquadre)
Classifica a punti Giro del Belgio
- 1962

7ª tappa, 1ª semitappa Paris-Nice (Beaucaire > Vergèze, cronosquadre)
4ª tappa, 1ª semitappa Giro del Belgio (Ostenda, cronosquadre)
Classifica a punti Giro del Belgio
2ª tappa, 2ª semitappa Tour de France (Herentals > Herentals, cronosquadre)
- 1963

Classifica a punti Paris-Nice
Circuit de l'Aulne (Criterium)
Classifica a punti Tour de France
Premio della Combattività Tour de France
- 1964

Circuit de l'Aulne (Criterium)
Onze-Lieve-Vrouw Waver (Kermesse)
- 1965

Putte-Mechelen (Kermesse)
Classifica a punti Vuelta a España
Ninove - G.P. Beeckman-De Caluwé (Kermesse)
Heusden-Destelbergen (Kermesse)
Woluwé - St Lambert (Kermesse)
- 1967

Classifica a punti Giro del Belgio
5ª tappa, 2ª semitappa Tour de France (Jambes > Jambes, cronosquadre)
Grote Prijs Desselgem - Alberic Schotte
- 1969

Lommel-Lutlommel
Grote Prijs Wingene - Kampioenschap van West-Vlaanderen
Grote Prijs Desselgem - Alberic Schotte

### Pista
- 1957

Sei giorni di Bruxelles (con Willy Vannitsen)
- 1958

Sei giorni di Gand (con Reginald Arnold)
- 1960

Sei giorni di Berlino (con Peter Post)
Sei giorni di Gand (con Peter Post)
- 1961

Sei giorni di Colonia (con Peter Post)
Sei giorni di Anversa (con Peter Post e Willy Vannitsen)
Sei giorni di Bruxelles (con Peter Post)
Sei giorni di Gand (con Peter Post)
- 1962

Sei giorni di Berlino #1 (con Peter Post)
Sei giorni di Anversa (con Peter Post e Oskar Plattner)
Sei giorni di Dortmund (con Peter Post)
- 1968

Campionato Nazionale su Pista Americana (com Patrick Sercu)
- 1969

Campionato Nazionale su Pista Americana
Sei giorni di Anversa (con Patrick Sercu e Peter Post)

## Piazzamenti

### Grandi Giri
- Giro d'Italia

1955: ritirato
1959: 4º
1960: 11º
1961: 7º
1962: ritirato
1963: ritirato
1967: ritirato
- Tour de France

1962: ritirato (11ª tappa)
1963: 10º
1964: non partito (3ª tappa)
1965: 31º
1966: fuori tempo (16ª tappa)
1967: ritirato (7ª tappa)
1969: fuori tempo (16ª tappa)
- Vuelta a España

1958: ritirato (12ª tappa)
1959: 3º
1964: non partito (6ª tappa)
1965: 3º

### Classiche monumento
- Milano-Sanremo

1954: ritirato
1956: 52º
1957: 74º
1958: vincitore
1959: 35º
1960: 6º
1961: 2º
1962: 14º
1963: 71º
1964: 4º
1965: 41º
1966: ritirato
1967: 12º
1968: 10º
1969: 82º
1970: ritirato
- Giro delle Fiandre

1954: ritirato
1955: ritirato
1956: 11º
1957: 17º
1958: 10º
1959: vincitore
1960: 3º
1961: ritirato
1962: vincitore
1963: 6º
1964: 10º
1965: 6º
1966: 16º
1967: 26º
1968: 11º
1969: ritirato
1970: ritirato
- Parigi-Roubaix

1954: 11º
1956: 11º
1957: ritirato
1958: 3º
1959: 4º
1960: ritirato
1961: vincitore
1962: vincitore
1963: 2º
1964: 16º
1965: vincitore
1966: 9º
1967: 2º
1968: ritirato
1969: 22º
1970: ritirato
- Liegi-Bastogne-Liegi

1956: 5º
1958: 10º
1960: 4º
1961: vincitore
1962: 8º
1966: ritirato
- Giro di Lombardia

1956: squalificato
1958: 27º
1959: vincitore
1960: 11º
1961: ritirato
1964: ritirato
1966: ritirato

### Competizioni mondiali
- Campionati del mondo

Lussemburgo 1952 - In linea Dilettanti: ritirato
Lugano 1953 - In linea Dilettanti: 3º
Solingen 1954 - In linea: ritirato
Copenaghen 1956 - In linea: 2º
Waregem 1957 - In linea: 4º
Reims 1958 - In linea: ritirato
Zandvoort 1959 - In linea: 38º
Karl-Marx-Stadt 1960 - In linea: vincitore
Berna 1961 - In linea: vincitore
Salò 1962 - In linea: 30º
Ronse 1963 - In linea: 2º
Sallanches 1964 - In linea: 32º
San Sebastián 1965 - In linea: ritirato
Imola 1968 - In linea: 15º
Zolder 1969 - In linea: 24º
- Giochi olimpici

Helsinki 1952 - In linea: ritirato

## Riconoscimenti
- Trophée Edmond Gentil nel 1959[15]
- Trofeo belga per il Merito sportivo nel 1961[16]
- 8 premi di tappa per la combattività del Tour de France 4 nel 1963, 1 nel 1962, 1964, 1965 y 1966[17]
- Premio generale di combattività del Tour de France: 1963
- Trofeo svizzero AIOCC nel 1982[18]
- UCI Hall of Fame nel 2002[19]
- Personalità sportiva della provincia della provincia di Anversa nel 2005[20]
- Cittadino onorario di Grobbendonk nel 2012[21]
- Statua a Herentals nel 2017[22]
- GP Rik Van Looy dal 2018[23]
- Busto a Grobbendonk nel 2021[24]
- Esposizione Van Looy 90 a Herentals: 2023[25]
- ProCyclingStats - La maggior parte delle vittorie di tutti i tempi: 2º posto[26]
- ProCyclingStats - Classifica di tutti i tempi: 8º posto[27]
- Mémoire du Cyclisme - I più grandi ciclisti: 11º posto[28]
- CyclingRanking - Classifica di tutti i tempi: 12º posto[29]
- UCI Top 100: 16º posto: 16º posto

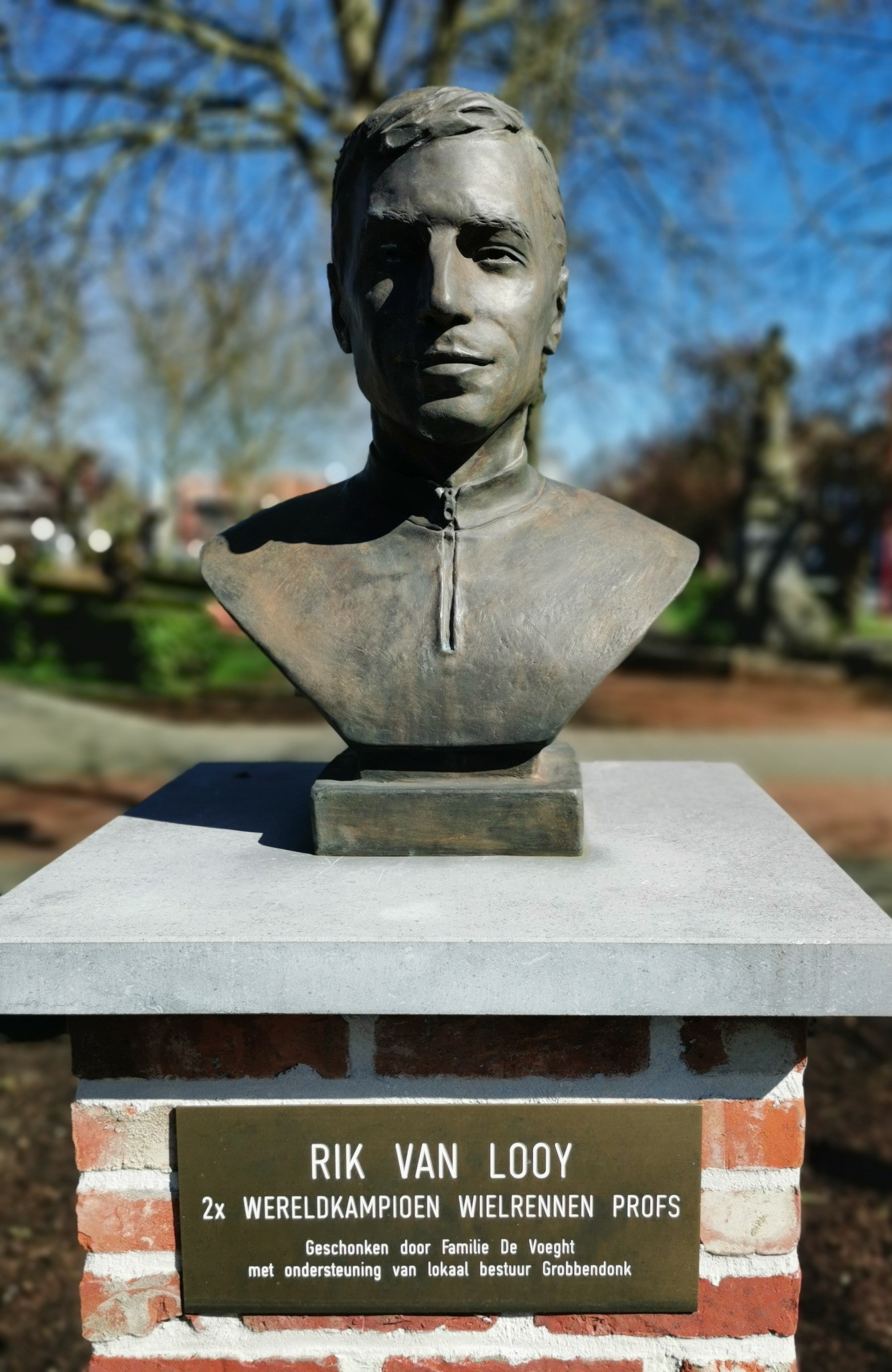
Busto di Van Looy a Grobbendonk
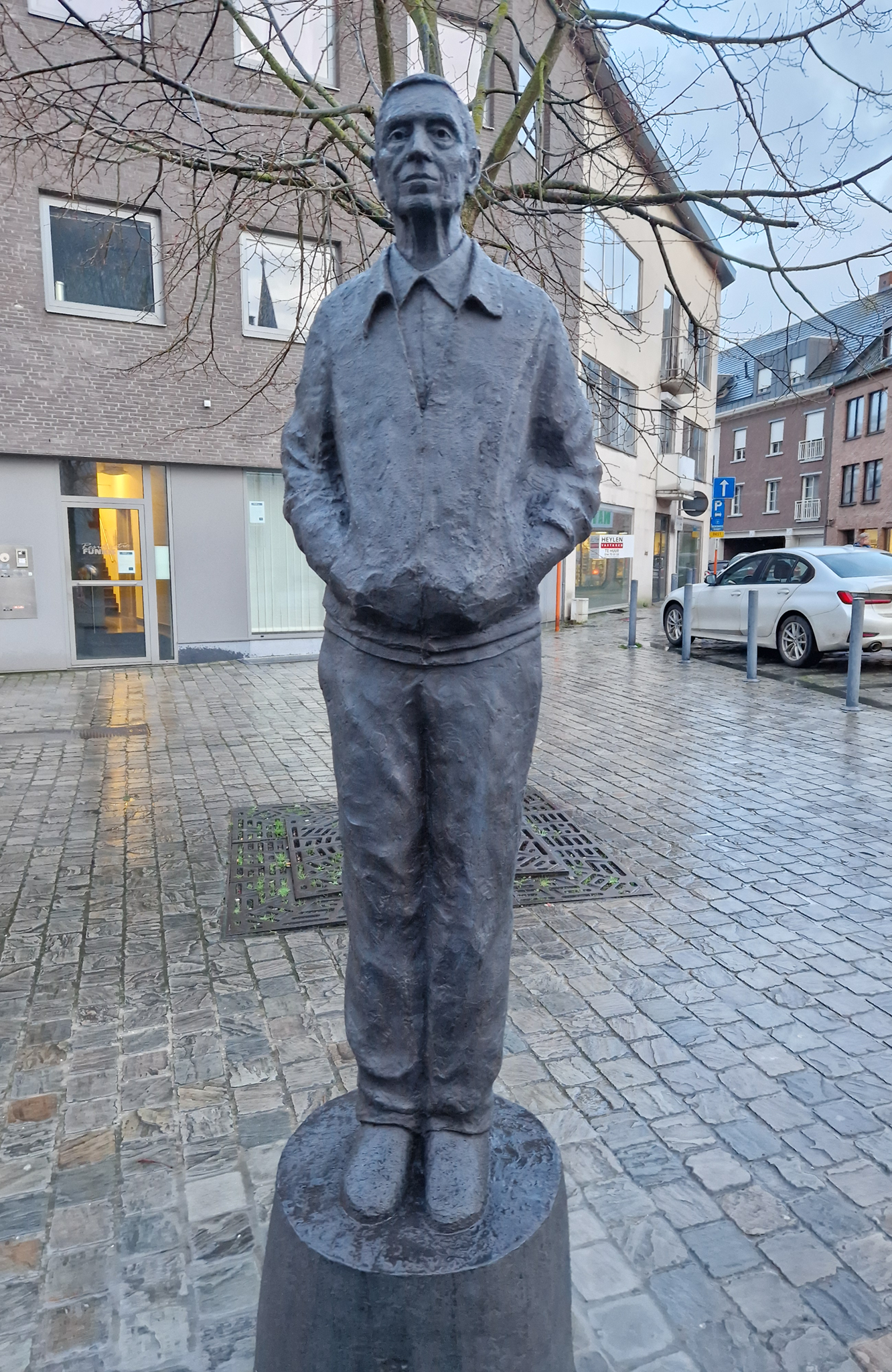
Statua a Herentals